# Walter Major

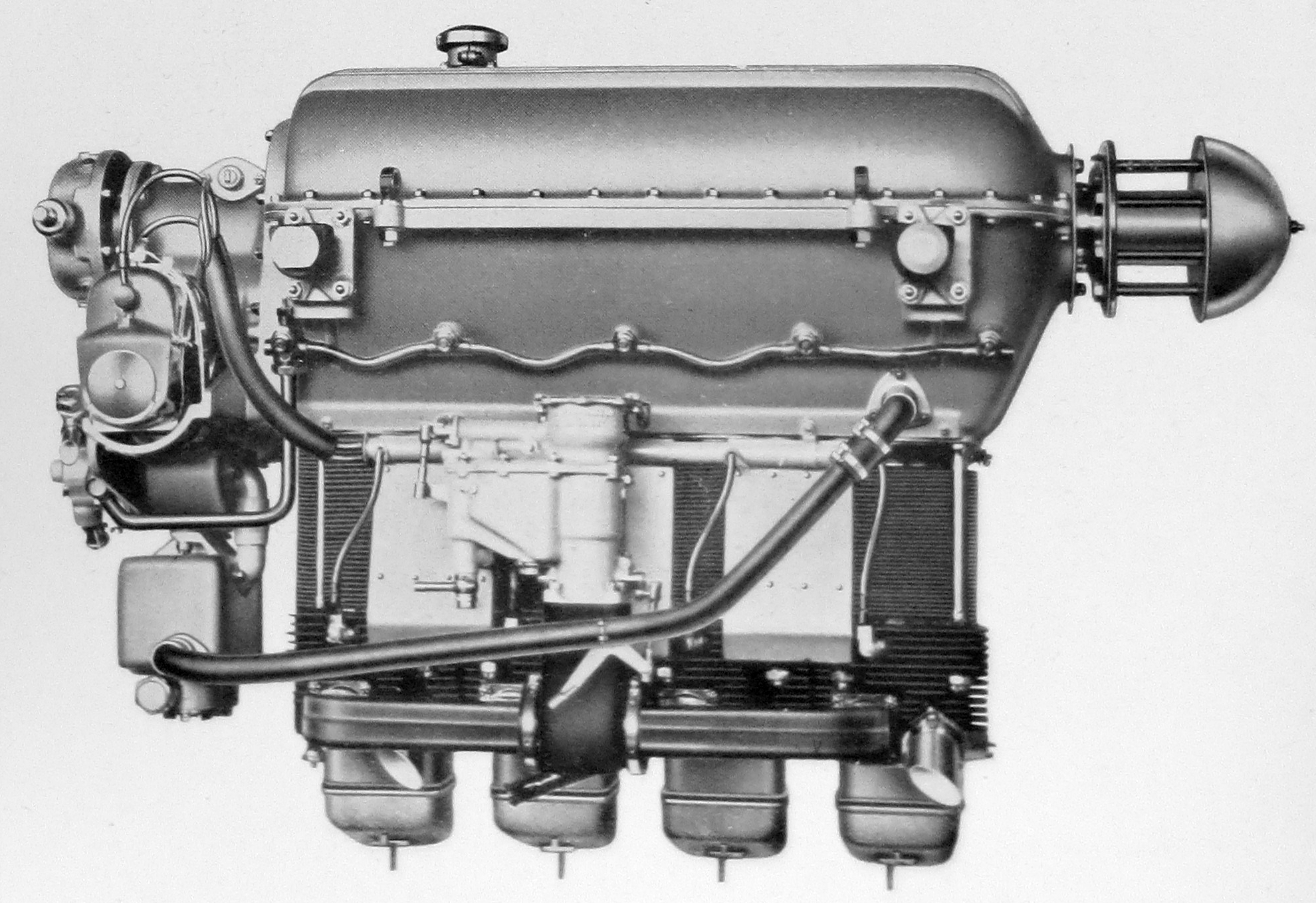
Walter Major 4

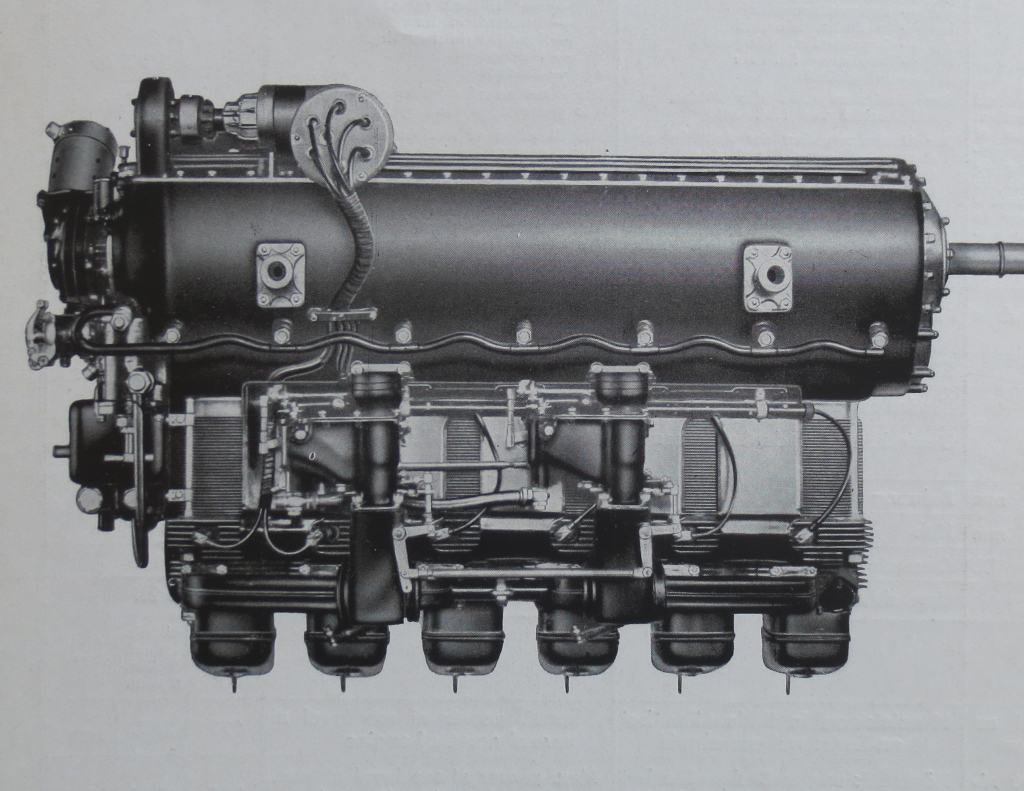
Walter Major 6 (1936)

Walter Major byla řada československých leteckých motorů vyráběných firmou Walter mezi lety 1933 až 1940.

## Konstrukce
Walter Major byl vzduchem chlazený čtyřválcový, nebo  šestiválcový řadový invertní letecký motor s přímím pohonem vrtule, určený k pohonu sportovních, turistických, dopravních a vojenských letounů. Obě varianty měli vrtání válců 118 mm a zdvih pístu 140 mm. Jeden karburátor měl čtyřválcový motor a dva karburátory měl šestiválcový motor. 

### Čtyřválcový
Čtyřválcový motor Walter Major 4 konstruktéra Františka Barvitia vznikl v jinonické továrně v roce 1933 jednoduchou úpravou motoru Walter Junior.

#### Použití
- Be-52 Beta-Major, 1936, sportovní
- Be-56 Beta-Major, 1936, sportovní
- Be-250 Beta-Major, 1936, cvičné, sportovní
- Be-251 Beta-Major, 1938, turistické
- DAR-8, 1936, cvičné, sportovní
- FARNER WF.21/C4, 1935, turistické
- PWS-33 Wyżeł, 1938, vojenský, cvičný letoun
- PWS-35 Ogar, 1938, cvičné, sportovní
- RWD-8 (část produkce)[3] 1933, cvičné, sportovní
- RWD-13, 1935, turistické
- RWD-17, 1937, cvičné, sportovní
- SABCA S.20, 1935, sportovně-turistické
- Spartan Cruiser, 1933, dopravní
- Zlín Z-XIII, 1937, sportovně-turistické, kurýrní

### Šestiválcový
Šestiválcový motor Walter Major 6 byl vyvíjen již v průběhu roku 1935 ze čtyřválcových motorů Walter Junior 4 a Walter Major 4.

#### Použití
- Breda Ba.44
- Caproni Ca.308 Borea (Bergamaschi-Borea)
- RWD-11
- Rogožarski SIM-XII-H